# Cordilura marginipennis
Cordilura marginipennis är en tvåvingeart som först beskrevs av Gimmerthal 1847.  Cordilura marginipennis ingår i släktet Cordilura och familjen kolvflugor.
Artens utbredningsområde är Lettland. Inga underarter finns listade i Catalogue of Life.